# Eddy-Diffusion

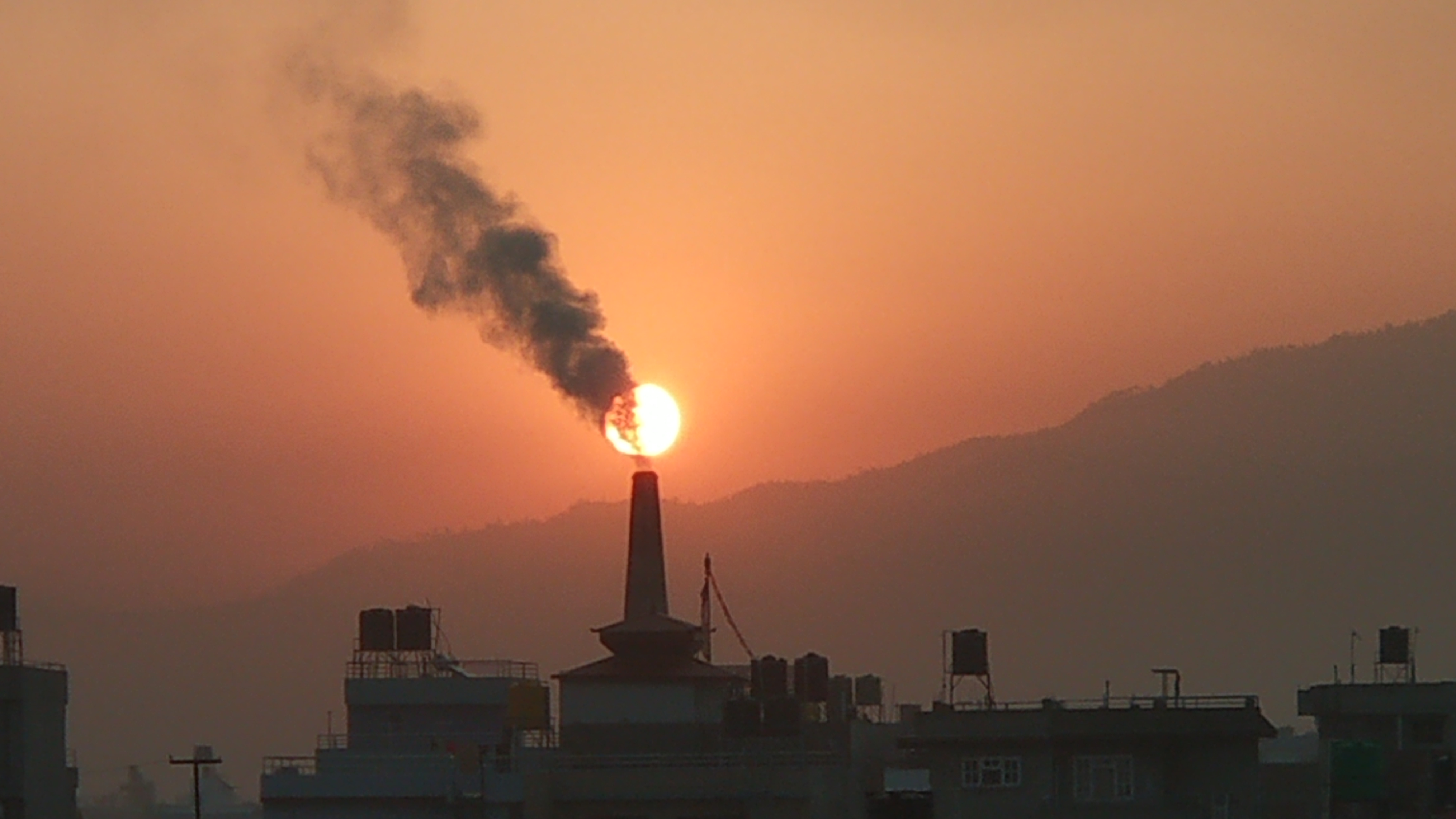
Rauchender Schornstein

Unter Eddy-Diffusion oder Eddy-Dispersion (im Deutschen auch Wirbeldiffusion oder Streudiffusion) versteht man den Prozess, durch den Substanzen in der Atmosphäre oder jedem fluidem System durch Wirbelbewegung vermischt werden.

## Chromatographie
In der Chromatographie beschreibt die Eddy-Diffusion den ersten Teil der Van-Deemter-Gleichung. Sie liefert einen Beitrag zur Bandenverbreiterung durch ungleichmäßige Substanzwanderung innerhalb einer mit ungleichförmig großen Teilchen gepackten Chromatographiesäule. Die Probenmoleküle wandern nicht linear, sondern „zick-zack“ auf unterschiedlichem Wege durch das Trennbett. Der Beitrag der Eddy-Diffusion ist unabhängig von der linearen Strömungsgeschwindigkeit der mobilen Phase.

## Strömungslehre
In der Strömungslehre versteht man unter Eddy-Diffusion die Ausbreitung oder Verteilung eines Stoffes in einem strömenden Fluid durch turbulente Vermischung. Im Gegensatz zur molekularen Diffusion erfolgt die Wirbeldiffusion wesentlich schneller. Ein veranschaulichendes Beispiel ist eine Tasse Kaffee mit einem Stück Würfelzucker. Selbst wenn der Zucker sich relativ schnell auflöst, dauert es Stunden bis Tage, bis sich der Zucker durch Diffusion in der Tasse verteilt. Einmal Umrühren bewerkstelligt das gleiche durch Verwirbelung in Sekunden.